# オールドグローリーDC
オールドグローリーDC(Old Glory DC)は、アメリカ合衆国・ワシントンD.C.に本拠地を置くラグビーユニオンクラブである。スタジアムは2020年までカーディナル・スタジアムで2021年からセグラフィールドに移転予定。

## 歴史
2018年創設。スコットランドラグビー協会がサポートをしている。
2020年シーズンからメジャーリーグラグビーに加入。

## スコッド
- ジャマソン・ファナナシュルツ(アメリカ代表・主将)
- ファクンド・ガッタス(ウルグアイ代表)
- イグナシオ・ドッティ(ウルグアイ代表)
- ジェイソン・エメリー

## 歴代所属選手
- テンダイ・ムタワリラ(南アフリカ代表)
- ルーク・キャンベル(カナダ代表)
- キアラン・ハーン(カナダ代表)
- ロバート・イリメスク(ルーマニア代表)
- ラミロ・エレーラ(アルゼンチン代表)
- スレトン・パラモ(アメリカ代表)
- カート・ベイカー(7人制ニュージーランド代表)